# 이치하시 나가마사

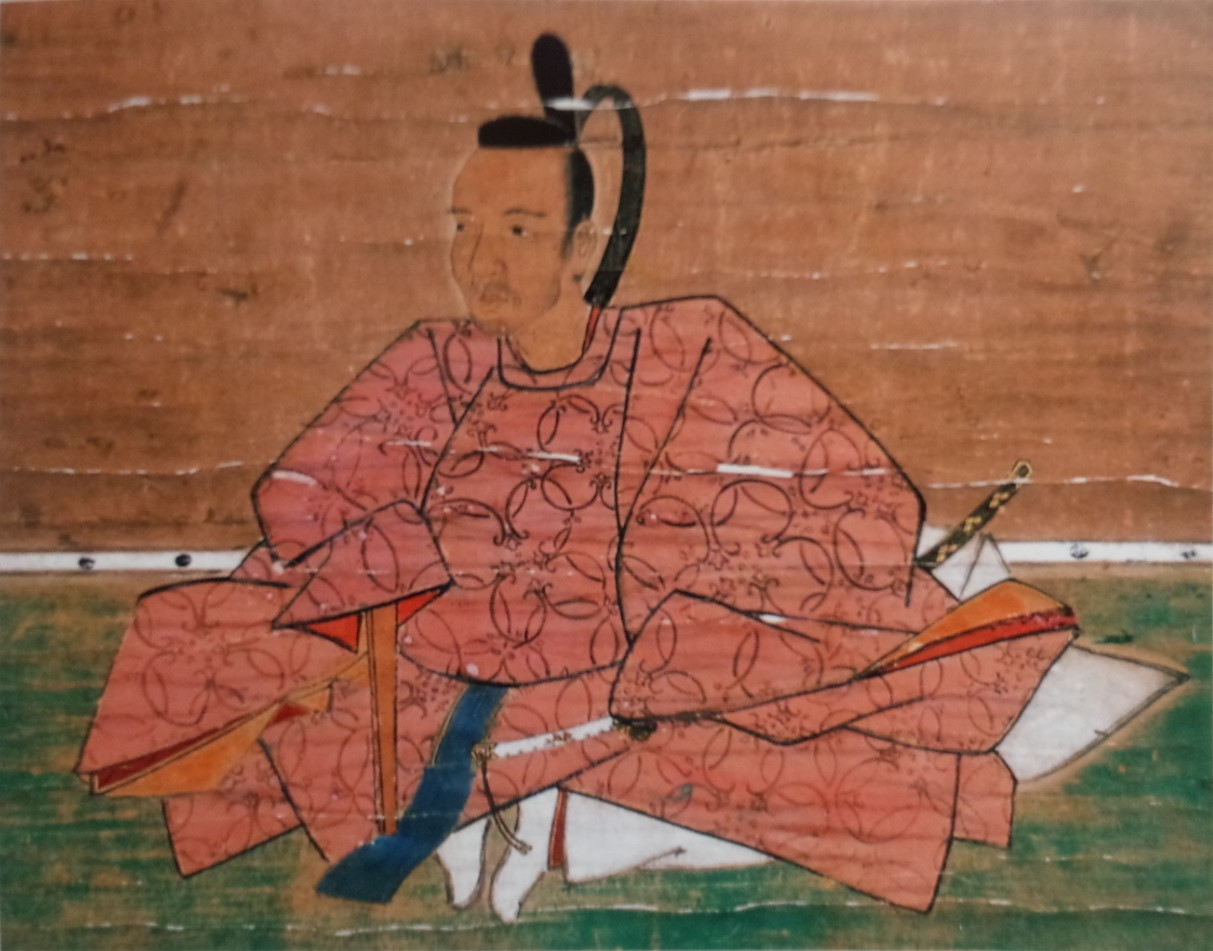
이치하시 나가마사

이치하시 나가마사(일본어: 市橋長政, 1575년 ~ 1648년 4월 3일)는 아즈치모모야마 시대부터 에도 시대 전기까지의 무장, 다이묘이다. 에치고 산조번 제2대 번주, 오미 니쇼지 번 초대 번주를 지냈다. 니쇼지 번 이치하시가 제2대 당주.
친부는 하야시 우에몬사에몬이며 그의 삼남으로 태어났다. 이치하시 나가카쓰는 나가마사의 외숙으로 어머니가 이치하시 나가토시의 딸이다. 그 인연으로 나가마사는 외숙 나가카쓰의 양자로 입적되었다.
| 전임 이치하시 나가카쓰 | 제2대 산조번 번주 (이치하시가) 1620년 | 후임 이나가키 시게쓰나 |

|  | 제1대 니쇼지 번 번주 (이치하시가) 1620년 ~ 1648년 | 후임 이치하시 마사노부 |